# Nassau (Meißen)
Nassau ist eine Gemarkung in Meißen im Landkreis Meißen, Sachsen.

## Geographie
Nassau liegt in der gleichnamigen Landschaft, die sich zwischen Meißen und Weinböhla erstreckt. Es gehört zum rechtselbischen, nordöstlichen Meißner Stadtgebiet. Benachbarte Stadtteile in Meißen sind Bohnitzsch im Westen und Zaschendorf im Süden. Östlich benachbart ist Niederau, nördlich der Niederauer Ortsteil Gröbern. 
Zentrum der Gemarkung ist die im Volksmund sogenannte Milchinsel, in früherer Zeit ein großer Gutshof. Nassau liegt auf einer Höhe von 107 m ü. NN im äußersten Nordwesten des Elbtalkessels. Die Elbe fließt drei Kilometer weiter südlich auf der anderen Seite des Spaargebirges. An den ÖPNV ist Nassau durch die Buslinien C, 408 und 421 der Verkehrsgesellschaft Meißen angebunden. Wichtigste Straße ist die Niederauer Straße, die Meißen mit Niederau verbindet. Im Südwesten von Nassau liegt das Plattenbaugebiet am Albert-Mücke-Ring.

## Geschichte
Eine Urkunde von 1255 erwähnt einen „Hug de Nassowe“ (Hugo von Nassau). Dies ist die älteste bekannte Nennung von „Nassau“ und Grund zur Annahme, dass sich zu dieser Zeit ein Herrensitz im Ort befand. Elf Jahre später findet sich ein „Tammo de Nazowe“ in den Annalen. Vom 15. bis 17. Jahrhundert sind weitere Erwähnungen belegt, darunter „Nassow“, „Nassaw“, „Nassa“, „Naße“ und „Nossa“. „Naßa, eine also genannte Flur bey Weinböhle, so meist in Wiesen besteht“, ist für 1791 verbürgt. Im Jahr 1875 sind gleichermaßen „Nassau“ und „Milchinsel“ in Gebrauch. Der Ortsname ist deutschen Ursprungs und selbsterklärend. Er bedeutet schlicht „Siedlung in der wasserreichen, nassen Aue“.
In Nassau befand sich in früherer Zeit eine Wasserburg, auf der einer Sage zufolge ein Raubritter aus dem Hause Karras saß. Im Jahr 1513 wurde ein Allodium in Nassau erwähnt, 1516 und 1621 dann ein Vorwerk des Schlosses Proschwitz. Die Grundherrschaft übte jedoch zunächst das Kloster Altzella aus, 1791 war Nassau amtsunmittelbar. Die Verwaltung des überwiegend von einer Wiesenflur umgebenen Ortes oblag in jenem Jahr dem Erbamt Meißen; er kam danach zur Amtshauptmannschaft Meißen, aus der der gleichnamige Landkreis hervorging. Der zu kleine Ort Nassau – 1406 lebten vier Gärtner im Ort, 1875 gab es lediglich noch vier Einwohner – war nie als Landgemeinde eigenständig. Die Gutsblockflur umfasste 1839 etwa 82 Hektar, 1875 gehörte das Vorwerk zu Bohnitzsch. Als dessen Ortsteil wurde es am 1. April 1914 nach Meißen eingemeindet.
Nach der Bodenreform in der Sowjetischen Besatzungszone übergaben die neuen Machthaber das ehemalige Vorwerk an eine Neubauernfamilie. Zu einem erneuten Besitzerwechsel kam es 1970. Das Wohnhaus wurde unmittelbar nach der Wende restauriert, die ruinösen Stallungen abgebrochen. An ihrer Stelle erfolgte 1990/91 der Neubau eines Hotels. Zuvor war am nahen Albert-Mücke-Ring zwischen 1976 und 1987 in zwei Etappen ein Neubaugebiet errichtet worden.